# Hồng Kim Bảo
Hồng Kim Bảo (sinh ngày 7 tháng 1 năm 1952) là diễn viên, đạo diễn, nhà sản xuất và chỉ đạo võ thuật của điện ảnh Hồng Kông. Ông bắt đầu tham gia nghệ thuật từ khi còn nhỏ với vai trò thành viên nhóm Thất Tiểu Phúc. Ông được biết tới nhiều nhất qua các bộ phim võ thuật - hài như Lâm Thế Vinh (1979), Kế hoạch A (1983) hay Phi long mãnh tướng (Rồng bất tử) (1988). Được coi là một trong những người đi đầu của thể loại "phim hành động - hài" và "phim cương thi" trong thập niên 1980, kể từ thập niên 1990, ông xuất hiện với vai trò chỉ đạo võ thuật. Ông đã từng là chỉ đạo cho các phim võ thuật của Thành Long, Hồ Kim Thuyên, Châu Tinh Trì và Ngô Vũ Sâm.

## Tiểu sử
Hồng Kim Bảo sinh năm 1952 tại Hồng Kông thuộc Anh trong một gia đình giàu truyền thống nghệ thuật, bà ngoại của ông là Tiễn Tự Anh (錢似鶯), nữ diễn viên võ thuật nổi tiếng vào thời kỳ đầu của điện ảnh Trung Quốc.
Từ năm 9 tuổi Hồng đã theo học sư phụ Vu Chiêm Nguyên tại trường kinh kịch Hồng Kông. Trong 7 năm ở đây ông là trưởng nhóm diễn viên nhỏ tuổi Thất Tiểu Phúc (七小福) với nghệ danh Nguyên Long (元龍). Về sau trong nhóm này ngoài Hồng Kim Bảo còn có nhiều diễn viên nổi tiếng khác như Thành Long, Nguyên Bưu, Nguyên Hoa. Năm 14 tuổi, Hồng được sư phụ cử tham gia đóng thế cho một bộ phim điện ảnh, nhờ cơ hội này mà ông có dịp làm quen và trở nên yêu thích nền điện ảnh Hồng Kông. Năm 16 tuổi, chỉ một thời gian ngắn sau khi rời trường, Hồng Kim Bảo bị chấn thương và phải nằm liệt giường trong thời gian dài, đây là lý do khiến ông trở nên to béo từ khi còn rất trẻ.

## Sự nghiệp

### Thập niên 1960 và 1970
Trong thập niên 1960, với danh tiếng tạo dựng được từ vị trí đại ca của Thất Tiểu Phúc, Hồng Kim Bảo đã được chọn tham gia một số bộ phim của điện ảnh Hồng Kông. Năm 1966 ở tuổi 14 Hồng được sư phụ Vu Chiêm Nguyên giới thiệu cho đạo diễn Hồ Kim Thuyên khi đạo diễn này cần một trợ lý võ thuật cho bộ phim Đại túy hiệp (大醉俠), đây là bộ phim võ hiệp lớn với sự tham gia của ngôi sao màn bạc lúc bấy giờ là Trịnh Phối Phối.
Ngay khi hãng phim Golden Harvest thành lập năm 1970, Hồng đã được mời về hãng để chỉ đạo võ thuật cho bộ phim võ hiệp đầu tiên, Quỷ nộ xuyên (鬼怒川, 1970), liền sau đó là tác phẩm nổi tiếng Hiệp nữ (俠女, 1971).
Trong giai đoạn đầu Hồng Kim Bảo ít được biết tới với vai trò diễn viên, ông từng cùng Thành Long đóng hai vai nhỏ trong Long tranh hổ đấu (龍爭虎鬪, 1973), bộ phim kinh điển của Lý Tiểu Long. Mãi đến năm 1977 ông mới có vai diễn chính đầu tiên trong bộ phim của Golden Harvest, Tứ đại môn phái (四大門派). Sau Tứ đại môn phái, Hồng lần đầu tiên được giao vị trí đạo diễn kiêm diễn viên chính cho Tam đức hòa thượng dữ thung mễ lục (三德和尚与舂米六, 1977), một trong những tác phẩm mở đầu cho trào lưu võ thuật - hài của điện ảnh Hồng Kông. Sau thành công lớn của người sư đệ Thành Long trong Túy quyền (醉拳, 1978), Hồng Kim Bảo cũng bắt đầu được biết tới như là diễn viên phim võ thuật hàng đầu với vai Lâm Thế Vinh trong bộ phim cùng tên sản xuất năm 1979, đây là tác phẩm do Hồng đồng đạo diễn cùng Viên Hòa Bình, đạo diễn phim võ thuật nổi tiếng của Hồng Kông và là đạo diễn của Túy quyền.

### Thập niên 1980
Thập niên 1980 là giai đoạn thành công nhất trong sự nghiệp của Hồng Kim Bảo. Ông là đạo diễn và diễn viên đi đầu trong việc đưa phim võ thuật từ dạng phim cổ trang (lấy bối cảnh là lịch sử Trung Quốc) về dạng phim hành động với bối cảnh là Hồng Kông hiện đại. Cùng với hai bạn diễn quen thuộc, hai đồng môn từ thời Thất Tiểu Phúc là Nguyên Bưu và Thành Long, Hồng đã thực hiện rất nhiều bộ phim võ thuật - hài ăn khách như Ngũ phúc tinh (五福星, 1983), Kế hoạch A (A 計劃, 1983), Khoái xan xa (Quán ăn lưu động) (快餐車, 1984), Phi long mãnh tướng (Rồng bất tử) (飛龍猛将, 1988). Trong đó trừ Kế hoạch A do Thành Long làm đạo diễn, các bộ phim còn lại đều do đích thân Hồng Kim Bảo làm đạo diễn và nhà sản xuất. Mặc dù là người to béo nhưng trong tất cả các phim võ thuật Hồng đều tỏ ra là diễn viên cực kỳ linh hoạt và sáng tạo trong các pha hành động (mà phần lớn do chính ông làm chỉ đạo võ thuật). Ông đã giành được hai giải Vai nam chính xuất sắc nhất trong các lễ trao giải Giải thưởng Điện ảnh Hồng Kông lần thứ 2 (với vai diễn trong Đề phòng tiểu thủ, 1982) và lần thứ 7 (với vai diễn trong Thất Tiểu Phúc, 1988).
Trong thập niên này Hồng Kim Bảo còn có một vai trò quan trọng khác, với Quỷ đả quỷ (鬼打鬼, 1980) ông đã mở ra một thể loại mới cho điện ảnh Hồng Kông, thể loại phim kinh dị - hài hay phim "cương thi" (彊屍). Đây là thể loại pha trộn giữa yếu tố kinh dị (với các "cương thi" - người chết nhưng cử động như người sống), võ thuật và hài. Tiêu biểu cho thể loại này là Cương thi tiên sinh (殭屍先生, 1985), một tác phẩm do Hồng làm nhà sản xuất. Ông cũng là người góp phần đưa Dương Tử Quỳnh lên vị trí ngôi sao hành động nữ của Hồng Kông khi chọn cô vào Hoàng gia sư tỉ (皇家師姐, 1985), bộ phim do Hồng làm nhà sản xuất.

### Giai đoạn sau

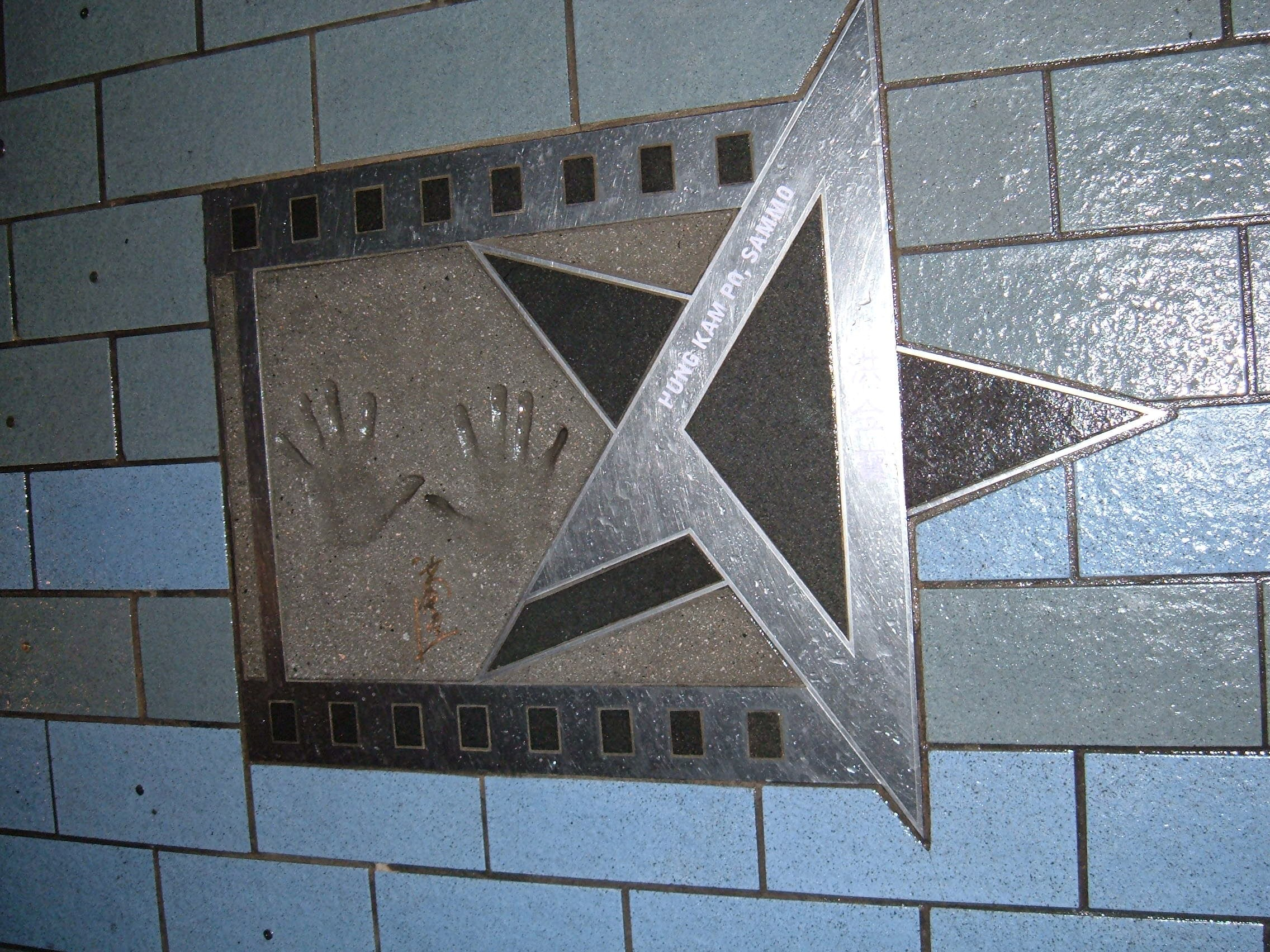
Ngôi sao và dấu tay của Hồng Kim Bảo tại Đại lộ Ngôi sao, Hồng Kông.

Từ đầu thập niên 1990 Hồng Kim Bảo dần vắng bóng trên màn ảnh lớn, một phần là do sự bất đồng giữa ông và công ty Golden Harvest, bất đồng này đã khiến Hồng phải rời Golden Harvest vào năm 1991 sau 21 năm làm việc. Trong số bộ phim ít ỏi Hồng tham gia vào giai đoạn này có thể kể tới Nhất cá hảo nhân (Chàng trai tốt bụng) (一個好人, 1997), bộ phim đánh dấu sự tái hợp của cặp đôi Hồng Kim Bảo - Thành Long.
Hồng Kim Bảo bắt đầu trở lại màn bạc vào thập niên 2000 với vai Bạch Mi trong Thục Sơn truyện (蜀山传, 2001) của đạo diễn Từ Khắc. Năm 2005, lần đầu tiên trong hơn 25 năm sự nghiệp, ông đóng vai phản diện trong Sát phá lang (殺破狼), các cảnh đấu võ của ông với Chân Tử Đan trong phim được đánh giá rất cao, còn bộ phim được coi là tác phẩm hành động thuộc loại xuất sắc nhất trong năm của Hồng Kông và đánh dấu sự trở lại của thể loại phim võ thuật "nguyên chất". Ông tiếp tục thủ vai trùm xã hội đen trong phim Đoạt soái (Huyết chiến) (奪帥, 2008), đây là bộ phim đánh dấu sự quay trở lại màn bạc của ngôi sao Lý Tu Hiền sau nhiều năm vắng bóng. Trong năm 2008 Hồng Kim Bảo còn tham gia một bộ phim lớn khác, đó là Tam quốc chi kiến long tá giáp (三國之見龍卸甲), đây là tác phẩm có sự góp mặt của các ngôi sao Hồng Kông như Lưu Đức Hoa, Lý Mỹ Kỳ (Maggie Q), nói về cuộc đời của Triệu Tử Long, vị danh tướng thời Tam Quốc. Năm 2016, ông đóng vai một người già đã từng là cảnh sát võ thuật trong phim "Lão vệ sĩ" (The Bodyguard).

## Đời tư
Hồng Kim Bảo có hai đời vợ, người vợ đầu là Diệc Dục Hữu (亦育有) vốn là bạn học từ thuở nhỏ trong trường võ thuật với Hồng. Năm 1994 hai người ly dị và Hồng Kim Bảo cưới người vợ thứ hai một năm sau đó. Vợ thứ hai của Hồng là hoa hậu Hồng Kông 1984 Cao Lệ Hồng (高麗虹), người từng đóng chung với Hồng trong một số bộ phim đầu thập niên 1990. Ông có bốn người con với người vợ đầu, ba con trai Hồng Thiên Minh (sinh năm 1974), Hồng Thiên Tường (sinh năm 1977), Hồng Thiên Chiếu (sinh năm 1979) và con gái út Hồng Hứa Du (sinh năm 1983). Hồng Thiên Minh từng đóng chung với bố trong một số bộ phim như Sát phá lang (殺破狼, 2005).